# 樅 (樅型駆逐艦)
|                  | |
| 艦歴             | |
| 計画             | 1917年度 |
| 起工             | 1918年12月23日 |
| 進水             | 1919年6月10日 |
| 就役             | 1919年12月27日 |
| 除籍             | 1932年4月1日 |
| その後           | 1932年4月1日廃駆逐艦第2号（二代）と仮称、呉で保管 1936年4月7日標的艦に改造、横須賀で使用され、後に解体            |
| 性能諸元（計画） | |
| 排水量           | 基準：公表値 770トン 常備：850.00トン                                                                             |
| 全長             | 全長：290 ft 0 in (88.39 m) 水線長：280 ft 0 in (85.34 m) 垂線間長：275 ft 0 in (83.82 m)                         |
| 全幅             | 26 ft 0 in (7.92 m)または7.93m                                                                                    |
| 吃水             | 8 ft 0 in (2.44 m)                                                                                                |
| 深さ             | 16 ft 3 in (4.95 m)                                                                                               |
| 推進             | 2軸 x 400rpm 直径 8 ft 6 in (2.59 m)、ピッチ3.378m または直径2.565m、ピッチ3.353m                                 |
| 機関             | 主機：ブラウン・カーチス式オールギアードタービン(高低圧) 2基 出力：21,500shp ボイラー：ロ号艦本式缶(重油専焼) 3基 |
| 速力             | 36ノット |
| 燃料             | 重油250トン |
| 航続距離         | 3,000カイリ / 14ノット                                                                                            |
| 乗員             | 計画乗員 107名 竣工時定員 110名                                                                                   |
| 兵装             | 45口径三年式12cm砲 単装3門 三年式機砲 2挺 53cm連装発射管 2基4門 魚雷8本                                           |
| 搭載艇           | 内火艇1隻、18ftカッター2隻、20ft通船1隻                                                                           |
| 備考             | ※トンは英トン |

樅（もみ）は、大日本帝国海軍の駆逐艦で、樅型駆逐艦の1番艦である。同名艦に松型駆逐艦の「樅」があるため、こちらは「樅 (初代)」や「樅I」などと表記される。

## 艦歴
1918年（大正7年）12月23日、横須賀海軍工廠で起工。1919年（大正8年）6月10日午後3時15分進水。同年12月27日竣工。
1932年（昭和7年）4月1日、主機の不調により樅型駆逐艦の中では最初に除籍され、廃駆逐艦第2号（二代）と仮称されて呉で保管。1936年（昭和11年）4月7日標的艦に改造し、横須賀で使用され、後に解体された。

## 艦長
※『日本海軍史』第9巻・第10巻の「将官履歴」及び『官報』に基づく。
艤装員長
- 大久保義雄 少佐：1919年5月13日[9] - 10月3日[10]
- （兼）大久保義雄 少佐：1919年10月3日[10] -

駆逐艦長
- 大久保義雄 少佐：1919年10月3日[10] - 1920年12月1日[11]
- 南雲忠一 少佐：1920年12月1日 - 1921年11月1日
- （心得）後藤英次 大尉：1921年11月1日 - 1921年12月1日
- 後藤英次 少佐：1921年12月1日 - 1922年12月1日
- 中円尾義三 少佐：1922年12月1日 - 1924年6月10日
- （心得）内藤淳 大尉：1924年7月1日[12] - 不詳
- 内藤淳 少佐：不詳 - 1925年12月1日[13]
- （兼）柴田力 少佐：1925年12月1日 - 1926年4月20日
- （兼）井原美岐雄 少佐：1926年4月20日[14] - 12月1日[15]
- 西岡茂泰 少佐：1926年12月1日 - 1928年9月27日
- 津田源助 少佐：1928年9月27日[16] - 1929年2月1日[17]
- 江戸兵太郎 少佐：1929年2月1日 - 1929年11月30日
- （兼）西村義治 少佐：1929年11月30日[18] - 1930年3月3日[19]
- 上田光治 大尉：1930年3月3日[19] - 1930年11月1日[20]
- 山本岩多 大尉：1930年11月1日 - 1931年4月15日

## 樅を扱った作品
- 水木しげる　『完全版水木しげる伝 (上)』 　講談社〈講談社漫画文庫〉、2004年11月。 - 境港に樅が入港し、幼少時の水木が乗組員と交流した描写がある。